# Mattsee
Mattsee è un comune austriaco di 3 169 abitanti nel distretto di Salzburg-Umgebung, nel Salisburghese; ha lo status di comune mercato (Marktgemeinde).
L'abitato si stende lungo l'omonimo lago, sulla striscia di terra che separa questo dall'Obertrumer See.

## Monumenti e luoghi d'interesse
- Castello di Mattsee